# Microgaster subcutanea
Microgaster subcutanea är en stekelart som först beskrevs av Carl von Linné 1758.  Microgaster subcutanea ingår i släktet Microgaster och familjen bracksteklar. Inga underarter finns listade i Catalogue of Life.